# The Night
The Night ist ein Lied von Valerie Dore aus dem Jahr 1984, das von Barbara Addoms und Giuseppe Nicolosi geschrieben wurde. Gesungen wurde der Song von Dora Carofiglio.

## Geschichte
The Night wurde am 12. September 1984 veröffentlicht. Es wurde in vielen Ländern Europas, so zum Beispiel Deutschland und der Schweiz, ein Charterfolg.
Die Originallänge beträgt 3:30 Minuten, auf der 7″-Single ist der Song allerdings zwei Sekunden kürzer. Zudem existiert auch eine 12″-Single-Version, die 5:46 Minuten lang ist. Das Lied handelt von unerwiderter Liebe.
Im Musikvideo wurde Valerie Dore bei dem Lied von einigen Studiomusikern begleitet.
1995 erschien eine weitere Version unter dem Titel The Night ’95, die von Oliver Momm stammt.

## Coverversionen
- 1996: Gazebo
- 2003: Scooter
- 2004: DJ Tonka
- 2016: Housefly Feat. Sue Summer